# Simulium annulitarse
Simulium annulitarse är en tvåvingeart som först beskrevs av Zetterstedt 1838.  Simulium annulitarse ingår i släktet Simulium och familjen knott. Arten är reproducerande i Sverige. Inga underarter finns listade i Catalogue of Life.